# Château de Pont-Saint-Martin
Le château de Pont-Saint-Martin, dénommé également Châtelard et Château vieux, se situe sur une colline morainique dominant le bourg de Pont-Saint-Martin sur la droite orographique du Lys, dans la basse Vallée d'Aoste.
Il assurait autrefois la communication visuelle avec la tour de Pramotton par des signaux lumineux pour des raisons de défense de la basse Vallée d'Aoste.
Il est abandonné depuis plusieurs siècles.

## Architecture
Un donjon se dressait sur le côté oriental, comme pour la tour de Pramotton.

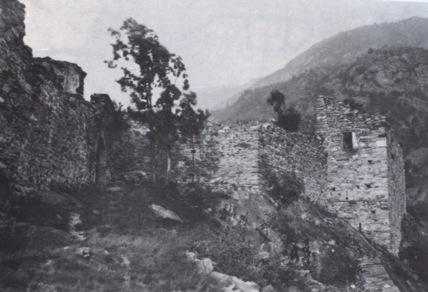
L'entrée du côté sud.

Le mur d'enceinte s'adaptait au territoire et présentait donc une forme irrégulière, surtout à l'est. L'accès se faisait du côté sud, le seul endroit qui permettait le passage.

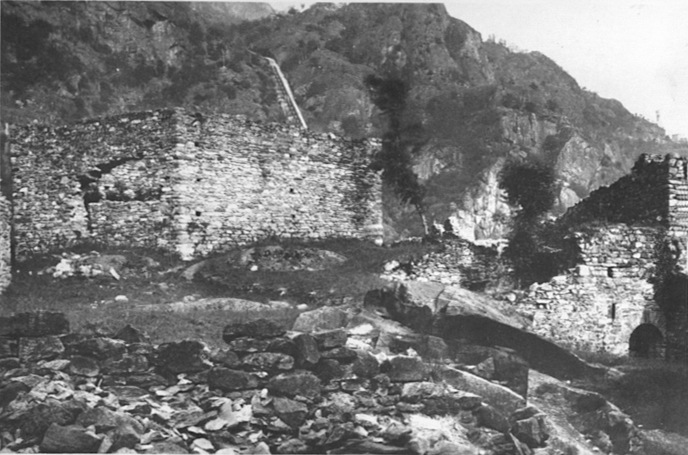
L'intérieur et la tour hexagonale.

Les structures d'habitation, telles que la cuisine et la chapelle, se situaient sur le côté ouest. La cuisine en particulier, par ses dimensions, rappelle celle du château d'Introd. Une petite tour cylindrique décorée avec des petits arcs se trouve sur un angle, et rappelle le style des châteaux piémontais du début du XVe siècle.

## Histoire

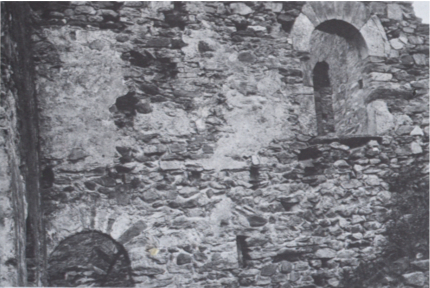
Pavillon intérieur sur le côté ouest.

Le Châtelard a appartenu aux seigneurs de Pont-Saint-Martin, une branche des Bard, ayant acquis ce nom en 1214 lorsque les frères Hugues de Bard et Guillaume de Pont-Saint-Martin ont partagé les biens de famille rendant ainsi indépendantes leurs propriétés (cf. famille de Sarriod).
Il a été bâti sans doute à plusieurs reprises au cours du XIVe siècle.
Antoine de Pont-Saint-Martin a subi une expropriation en 1447 par le Duc de Savoie. Au cours de cette période, il était déjà en ruines en 1460, lorsque les fils d'Antoine - Bertrand, Jacques, Ardisson et François de Pont-Saint-Martin - ont demandé au duc de Savoie de pouvoir le reconstruire. Il a été rendu aux Pont-Saint-Martin en 1466, qui ont vraisemblablement commencé les travaux de restauration par la suite.
Le Châtelard a été abandonné sans doute au XVe siècle en faveur de la maison forte du bourg.

## Accès

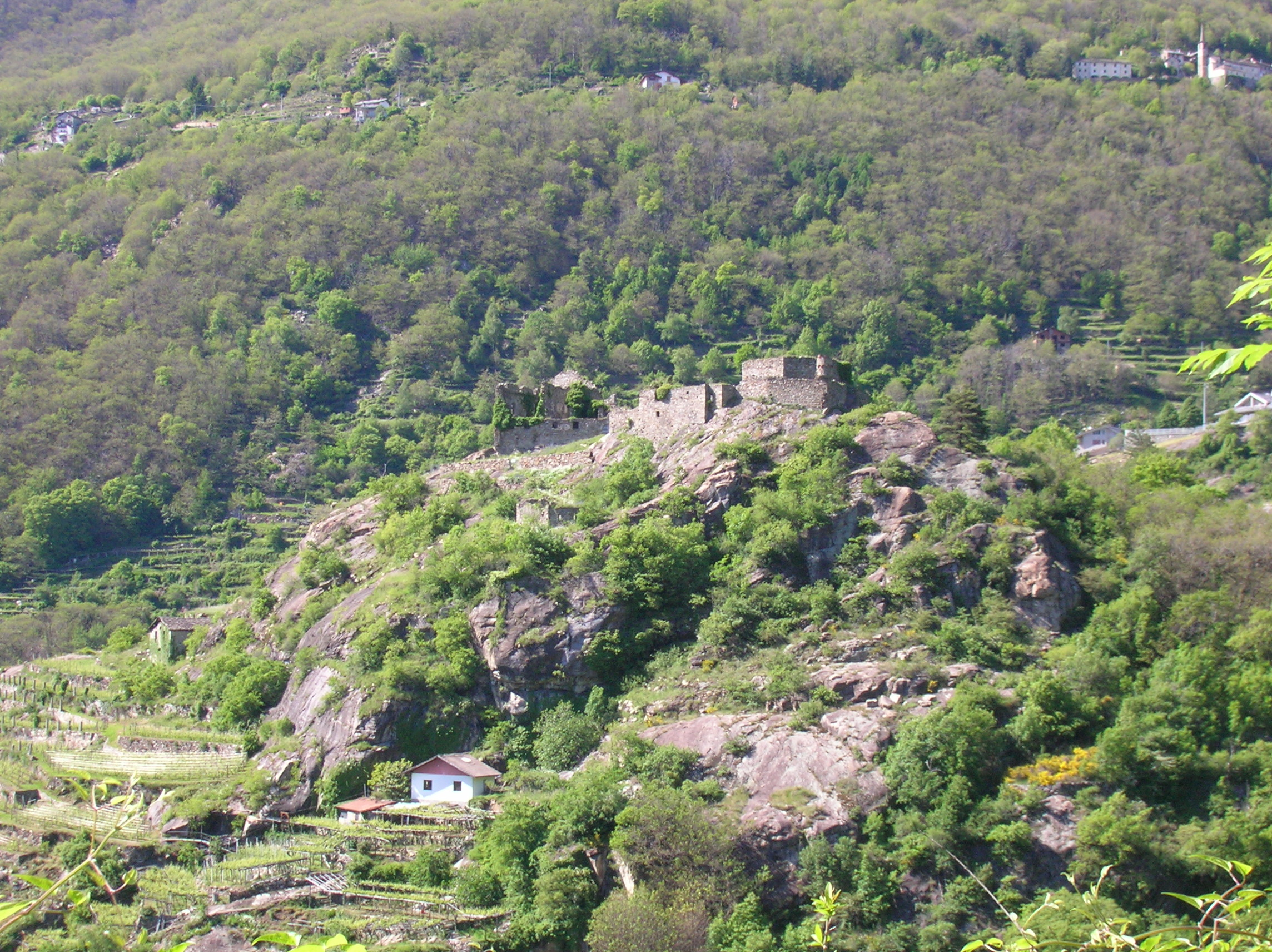
Le châtelard.

Après avoir quitté le bourg et le Pont Saint-Martin, on emprunte le chemin muletier pour Perloz menant au sanctuaire Notre-Dame-de-la-Garde. On rejoint le Châtelard après une demi-heure de marche parmi les vignobles.